# Garry Unger
Pour les articles homonymes, voir Unger.
Garry Douglas Unger (né le 7 décembre 1947 à Calgary dans la province d'Alberta au Canada) est un joueur professionnel canadien de hockey sur glace devenu entraîneur. Il évoluait au poste de centre.

## Biographie

### Carrière de joueur
Issu des Nationals de London de l'Association de hockey de l'Ontario (AHO), Unger fait ses débuts dans la Ligue nationale de hockey avec les Maple Leafs de Toronto lors de la saison 1967-1968. Il joue 15 matchs avec les Maple Leafs avant d'être impliqué dans une transaction majeure entre les Maple Leafs et les Red Wings de Détroit : il est envoyé aux Red Wings avec Carl Brewer, Pete Stemkowski et Frank Mahovlich contre Norm Ullman, Floyd Smith, Paul Henderson et Doug Barrie.
Il joue quatre saisons, dont deux complètes, au Motor City puis est échangé aux Blues de Saint-Louis lors de la saison 1970-1971. Il connaît ses meilleures saisons en carrière à Saint-Louis : sa meilleure saison en termes de buts (41) est en 1972-1973 alors que la saison 1975-1976 l'est pour les assistances (44) et les points (83). Lors de cette même saison, le 10 mars 1976, il bat le record de Andrew Hebenton sur le plus grand nombre de matchs consécutifs qui était de 630 matchs.
Il est échangé avant le début de la saison 1979-1980 aux Flames d'Atlanta et lors de sa seule saison avec l'équipe, l'entraîneur des Flames Al MacNeil décide de laisser de côté Unger pour un match le 22 décembre 1979, mettant ainsi fin à sa séquence de 914 matchs consécutifs qui avait débuté le 24 février 1968. Son record sera plus tard battu par Doug Jarvis en 1986, qui améliore le record à 964 parties consécutives.
Alors que les Flames ont déménagé à Calgary, sa ville natale, lors de l'été 1980, il est échangé par l'équipe aux Kings de Los Angeles mais ne joue qu'une seule saison là-bas puis joue trois saisons avec les Oilers d'Edmonton, sa dernière équipe dans la LNH, avant de se retirer en 1983.
Il sort de sa retraite en 1985 lorsqu'il part s'aligner au Royaume-Uni avec les Rockets de Dundee de la British Hockey League (BHL). Il joue une saison avec les Rockets puis deux ans avec les Pirates de Peterborough avant de se retirer définitvement en 1988.

### Carrière d'entraîneur
Il commence sa carrière d'entraîneur en devenant l'entraîneur-chef des Roadrunners de Phoenix de la Ligue internationale de hockey (LIH) en 1989-1990. Après une non-qualification aux séries éliminatoires, il est rétrogradé la saison suivante à titre d'entraîneur adjoint des Roadrunners.
En 1992, Il prend le poste d'entraîneur-chef des Oilers de Tulsa de la nouvelle Ligue centrale de hockey. Il mène les Oilers à la coupe du président Ray-Miron lors de la première saison puis reste quatre autres saisons derrière le blanc des Oilers. Il est l'entraîneur des Scorpions du Nouveau-Mexique de la Western Professional Hockey League de 1997 à 1999 avant de revenir avec l'équipe de Tulsa en 2001. Il a également entraîné les Slammers de l'Alabama de la World Hockey Association 2 ainsi que les Mechanics de Motor City de la 'United Hockey League.

## Statistiques

### Joueur

#### En club
| Saison     | Équipe                  | Ligue      |       | Saison régulière | Saison régulière | Saison régulière | Saison régulière | Saison régulière |    | Séries éliminatoires | Séries éliminatoires | Séries éliminatoires | Séries éliminatoires | Séries éliminatoires |
| Saison     | Équipe                  | Ligue      | PJ    | B                | A                | Pts              | Pun              | PJ               | B  | A                    | Pts                  | Pun                  |                      |                      |
| 1966-1967  | Nationals de London     | AHO        | 48    | 38               | 35               | 73               | 60               | 6                | 2  | 5                    | 7                    | 27                   |                      |                      |
| 1966-1967  | Americans de Rochester  | LAH        | 1     | 0                | 0                | 0                | 0                | 1                | 0  | 0                    | 0                    | 0                    |                      |                      |
| 1966-1967  | Oilers de Tulsa         | LCHP       | 2     | 2                | 0                | 2                | 2                | -                | -  | -                    | -                    | -                    |                      |                      |
| 1967-1968  | Nationals de London     | AHO        | 2     | 4                | 1                | 5                | 2                | -                | -  | -                    | -                    | -                    |                      |                      |
| 1967-1968  | Maple Leafs de Toronto  | LNH        | 15    | 1                | 1                | 2                | 4                | -                | -  | -                    | -                    | -                    |                      |                      |
| 1967-1968  | Oilers de Tulsa         | LCHP       | 9     | 3                | 5                | 8                | 6                | -                | -  | -                    | -                    | -                    |                      |                      |
| 1967-1968  | Americans de Rochester  | LAH        | 5     | 1                | 3                | 4                | 6                | -                | -  | -                    | -                    | -                    |                      |                      |
| 1967-1968  | Red Wings de Détroit    | LNH        | 13    | 5                | 10               | 15               | 2                | -                | -  | -                    | -                    | -                    |                      |                      |
| 1968-1969  | Red Wings de Détroit    | LNH        | 76    | 24               | 20               | 44               | 33               | -                | -  | -                    | -                    | -                    |                      |                      |
| 1969-1970  | Red Wings de Détroit    | LNH        | 76    | 42               | 24               | 66               | 67               | 4                | 0  | 1                    | 1                    | 6                    |                      |                      |
| 1970-1971  | Red Wings de Détroit    | LNH        | 51    | 13               | 14               | 27               | 63               | -                | -  | -                    | -                    | -                    |                      |                      |
| 1970-1971  | Blues de Saint-Louis    | LNH        | 28    | 15               | 14               | 29               | 41               | 6                | 3  | 2                    | 5                    | 20                   |                      |                      |
| 1971-1972  | Blues de Saint-Louis    | LNH        | 78    | 36               | 34               | 70               | 104              | 11               | 4  | 5                    | 9                    | 35                   |                      |                      |
| 1972-1973  | Blues de Saint-Louis    | LNH        | 78    | 41               | 39               | 80               | 119              | 5                | 1  | 2                    | 3                    | 2                    |                      |                      |
| 1973-1974  | Blues de Saint-Louis    | LNH        | 78    | 33               | 35               | 68               | 96               | -                | -  | -                    | -                    | -                    |                      |                      |
| 1974-1975  | Blues de Saint-Louis    | LNH        | 80    | 36               | 44               | 80               | 123              | 2                | 1  | 3                    | 4                    | 6                    |                      |                      |
| 1975-1976  | Blues de Saint-Louis    | LNH        | 80    | 39               | 44               | 83               | 95               | 3                | 2  | 1                    | 3                    | 7                    |                      |                      |
| 1976-1977  | Blues de Saint-Louis    | LNH        | 80    | 30               | 27               | 57               | 56               | 4                | 0  | 1                    | 1                    | 2                    |                      |                      |
| 1977-1978  | Blues de Saint-Louis    | LNH        | 80    | 32               | 20               | 52               | 66               | -                | -  | -                    | -                    | -                    |                      |                      |
| 1978-1979  | Blues de Saint-Louis    | LNH        | 80    | 30               | 26               | 56               | 44               | -                | -  | -                    | -                    | -                    |                      |                      |
| 1979-1980  | Flames d'Atlanta        | LNH        | 79    | 17               | 16               | 33               | 39               | 4                | 0  | 3                    | 3                    | 2                    |                      |                      |
| 1980-1981  | Kings de Los Angeles    | LNH        | 58    | 10               | 10               | 20               | 40               | -                | -  | -                    | -                    | -                    |                      |                      |
| 1980-1981  | Oilers d'Edmonton       | LNH        | 13    | 0                | 0                | 0                | 6                | 8                | 0  | 0                    | 0                    | 2                    |                      |                      |
| 1981-1982  | Oilers d'Edmonton       | LNH        | 46    | 7                | 13               | 20               | 69               | 4                | 1  | 0                    | 1                    | 23                   |                      |                      |
| 1982-1983  | Oilers d'Edmonton       | LNH        | 16    | 2                | 0                | 2                | 8                | 1                | 0  | 0                    | 0                    | 0                    |                      |                      |
| 1982-1983  | Alpines de Moncton      | LAH        | 8     | 2                | 3                | 5                | 0                | -                | -  | -                    | -                    | -                    |                      |                      |
| 1985-1986  | Rockets de Dundee       | BHL        | 35    | 86               | 48               | 134              | 64               | 6                | 7  | 6                    | 13                   | 44                   |                      |                      |
| 1986-1987  | Pirates de Peterborough | BHL-2      | 30    | 95               | 143              | 238              | 58               | 8                | 17 | 15                   | 32                   | 38                   |                      |                      |
| 1987-1988  | Pirates de Peterborough | BHL        | 32    | 37               | 44               | 81               | 116              | -                | -  | -                    | -                    | -                    |                      |                      |
| Totaux LNH | Totaux LNH              | Totaux LNH | 1 105 | 413              | 391              | 804              | 1 075            | 52               | 12 | 18                   | 30                   | 105                  |                      |                      |

#### En équipe nationale
Il a représenté le Canada au niveau international.
| Année | Compétition          |    | PJ | B | A | Pts | Pun                |  | Résultat |
| 1978  | Championnat du monde | 10 | 0  | 0 | 0 | 30  | Médaille de bronze |  |          |
| 1979  | Championnat du monde | 7  | 2  | 1 | 3 | 12  | 4e place           |  |          |

### Entraîneur
| Saison    | Équipe                       | Ligue |    | PJ | V  | D | N  | Pr   | % V                                          |  | Séries éliminatoires |
| 1989-1990 | Roadrunners de Phoenix       | LIH   | 82 | 27 | 44 | - | 11 | 39,6 | Non qualifiés                                |  |                      |
| 1992-1993 | Oilers de Tulsa              | LCH   | 60 | 35 | 22 | - | 3  | 60,8 | Champions de la coupe du président Ray-Miron |  |                      |
| 1993-1994 | Oilers de Tulsa              | LCH   | 64 | 36 | 24 | 4 | -  | 59,4 | Défaite en finale                            |  |                      |
| 1994-1995 | Oilers de Tulsa              | LCH   | 66 | 36 | 24 | 6 | -  | 59,1 | Défaite au premier tour                      |  |                      |
| 1995-1996 | Oilers de Tulsa              | LCH   | 64 | 26 | 33 | - | 5  | 44,5 | Défaite au premier tour                      |  |                      |
| 1996-1997 | Oilers de Tulsa              | LCH   | 66 | 30 | 32 | - | 4  | 48,5 | Défaite au premier tour                      |  |                      |
| 1997-1998 | Scorpions du Nouveau-Mexique | WPHL  | 69 | 42 | 20 | - | 7  | 65,9 | Défaite au deuxième tour                     |  |                      |
| 1998-1999 | Scorpions du Nouveau-Mexique | WPHL  | 51 | 20 | 25 | - | 6  | 45,1 | Remplacé en cours de saison                  |  |                      |
| 2001-2002 | Oilers de Tulsa              | LCH   | 64 | 30 | 30 | - | 4  | 50,0 | Non qualifiés                                |  |                      |
| 2002-2003 | Oilers de Tulsa              | LCH   | 64 | 37 | 22 | - | 5  | 61,7 | Non qualifiés                                |  |                      |
| 2003-2004 | Slammers de l'Alabama        | WHA2  | 58 | 34 | 20 | - | 4  | 62,1 | Défaite au premier tour                      |  |                      |
| 2004-2005 | Mechanics de Motor City      | UHL   |    |    |    |   |    |      | Remplacé en cours de saison                  |  |                      |

## Trophée et honneurs personnels
- 1971-1972 : participe au 25e Match des étoiles de la LNH.
- 1972-1973 : participe au 26e Match des étoiles de la LNH.
- 1973-1974 : participe au 27e Match des étoiles de la LNH - nommé MVP du match.
- 1974-1975 : participe au 28e Match des étoiles de la LNH.
- 1975-1976 : participe au 29e Match des étoiles de la LNH.
- 1976-1977 : participe au 30e Match des étoiles de la LNH.
- 1977-1978 : participe au 31e Match des étoiles de la LNH.
- 1992-1993 : 
  - champion de la coupe du président Ray-Miron avec les Oilers de Tulsa.
  - remporte le Trophée du Commissaire remis au meilleur entraîneur-chef de la LCH.

## Transactions
- 3 mars 1968 : échangé par les Maple Leafs de Toronto aux Red Wings de Détroit avec Carl Brewer, Pete Stemkowski et Frank Mahovlich contre Norm Ullman, Floyd Smith, Paul Henderson et Doug Barrie.
- 6 février 1971 : échangé par les Red Wings aux Blues de Saint-Louis avec Wayne Connelly contre Red Berenson et Tim Ecclestone.
- 10 octobre 1979 : échangé par les Blues aux Flames d'Atlanta contre Ed Kea, Don Laurence et un choix de deuxième tour au repêchage de 1981 (Håkan Nordin).
- 6 juin 1980 : échangé par les Flames aux Kings de Los Angeles contre Bert Wilson et Randy Holt.
- 10 mars 1981 : échangé par les Kings aux Oilers d'Edmonton contre un choix de septième tour au repêchage de 1981 (Craig Hurley).